# Courtney Buzzerio
Courtney Buzzerio (9 aprile 2000) è una pallavolista statunitense, opposto dello Chamalières.

## Carriera

### Club
La carriera di Courtney Buzzerio inizia nei tornei scolastici californiani, giocando per la Orange Lutheran HS. In seguito si disimpegna a livello universitario con la Iowa, partecipando alla NCAA Division I dal 2018 al 2021: nel 2022 si trasferisce alla Pittsburgh, raggiungendo le semifinali nazionali e ottenendo qualche riconoscimento individuale.
Nel gennaio 2023 firma il suo primo contratto da professionista in Italia, partecipando alla seconda parte della Serie A1 2022-23 con il Casalmaggiore. Nella stagione 2023-24 si reca oltralpe, approdando nella Ligue A francese con lo Chamalières.

## Palmarès

### Premi individuali
- 2022 - All-America First Team
- 2022 - NCAA Division I: Madison Regional All-Tournament Team